# 100ミリちょっとの
「100ミリちょっとの」は、日本のバンド・フィッシュマンズの楽曲であり、3枚目のシングルである。1992年2月5日発売。発売元はヴァージン・ジャパン。

## 概要
「100ミリちょっとの」はフジTV系ドラマ『90日間トテナム・パブ』のテーマ曲として書き下ろされた楽曲であり、 フィッシュマンズにとって初めてのタイアップ曲である。のちに2ndアルバム『KING MASTER GEORGE』に収録された（ヴァージョンの差異については後述）。
「あの娘が眠ってる (P.W.M.Version)」は前年（1991年）にリリースされたミニ・アルバム『Corduroy's Mood』に収録の楽曲に打ち込みアレンジを加えた別ヴァージョンとなっている。

## 収録曲
1. 100ミリちょっとの（4分3秒）
作詞・作曲：佐藤伸治／編曲：中原信雄、フィッシュマンズ
初演は1991年12月13日のインクスティック鈴江ファクトリーでの『コーデュロイズ・ムード』発売記念ライヴ[1]。
本曲の音源には複数のヴァージョン違いがあり、そのうちリリースされたものとしては、以下の4種類がある。
  1. 本シングル・『THE ORIGINAL SOUNDTRACK THE 90 DAYS（90日間・トテナム・パブ・オリジナル・サウンドトラック）』・ベスト盤『1991-1994 singles & more』に収録のもの（ここでは便宜的に「シングル・ヴァージョン」とする。以下同様）
  2. 『KING MASTER GEORGE』に収録のもの（「アルバム・ヴァージョン」）
  3. ベスト盤『宇宙 ベスト・オブ・フィッシュマンズ』Disc-1に収録のもの（「宇宙ヴァージョン」）
  4. ベスト盤『空中 ベスト・オブ・フィッシュマンズ』Disc-2に収録のもの（「Rehearsal 1991」）

これらのヴァージョンについて、主な差異は以下の通り。
  - シングル・ヴァージョンとその他では一部の歌詞が異なる。具体的には、シングル・ヴァージョン以外のヴァージョンでは「笑いを忘れた恋人たちには 新しい明日が見えてくる」という歌詞が3回登場するのに対し、シングル・ヴァージョンでは2回目のみ「消えてく笑顔をぶらさげてさ 遠くの場所まで行くのだろう」となっている。
  - シングル・ヴァージョンとアルバム・ヴァージョンでは佐藤のヴォーカルの節回しなどに若干の差異が認められる。
  - アルバム・ヴァージョン以外はフェード・アウトで曲が終了するが、アルバム・ヴァージョンのみフェード・アウトされず、演奏の最後まで収録されている。そのため、アルバム・ヴァージョンは曲の長さがこれらのヴァージョンの中で最も長い（4分46秒）。
  - 宇宙ヴァージョンは、ヴォーカルの大部分はシングル・ヴァージョンと同じだが、歌詞がアルバム・ヴァージョンと同じになっている。
  - 「Rehearsal 1991」はリハーサル音源であり、演奏テイクそのものがその他のヴァージョンと異なる。

『90日間トテナム・パブ』の番組中で用いられたヴァージョンでは、歌い出しの歌詞が（後のシングル・ヴァージョンで見られる）「消えてく笑顔をぶらさげてさ（後略）」となっており、2回目もこれが繰り返されている[2]。また、アコースティック・ギターとキーボードのみでのイントロが追加された放送回もあった[3]。これらのヴァージョンはリリースされていない（同番組のサウンドトラックには先述のとおりシングル・ヴァージョンが収録されている）。
これらのほか、代理店からの要望で作られたという英語詞ヴァージョンがあるが、これは公開されていない[4]。
2. あの娘が眠ってる (P.W.M.Version)（4分1秒）
作詞・作曲：小嶋謙介／編曲：中原伸雄、フィッシュマンズ

## エピソード

### 100ミリちょっとの
タイアップは番組プロデューサーがフィッシュマンズのミニアルバム（『Corduroys Mood』）を気に入ってのオファーだったという。
- 「番組のプロデューサーが、秋に出したミニ・アルバム『コーデュロイズ・ムード』を気に入ってくれて、その中に入ってる＜あの娘が眠ってる＞のような曲をちょいちょいと書いてくれって言ってきたんですよ。それから曲を作り始めたんだけど」（小嶋）[6][7]。

タイアップ曲であるため、代理店・スポンサーの依頼に応じ作詞・作曲するという、フィッシュマンズとして初めての経験となった。
- 「その依頼というのが、クールな感じの曲とか、詞はロンドンの雨が降ってるような感じで書いてくれとか、最初のイントロの4小節はスパッとくるようにとか、もういろいろと難題を持ってくるんですよ。しかもそれが3日おきにコロッコロと変わるし…（中略）しまいにはTV用のサイズで指定されたおかげで、時間を計りながらレコーディングしてました」（佐藤）[6][5][7]
- 「最初、TV側からロンドンぼくとか、能天気な明るさじゃなくどこか皮肉めいたとか、いろいろ注文があったんですよ。詞もずいぶんモメた。でも曲をつくる段階にきたら、ロンドンぽいとか考えるのがバカらしくなってきたんで、開き直ってつくりました。でも初めてちゃんとシングルを出したような気がする。これまではアルバムからのカットだったから」（佐藤）[8][9]
- 「ポイントは、まずきれいなコーラスワークに、ドアーズを彷彿させるハカセのキーボード。そして60年代の伝統を引き継いだサウンド。そこに加えた90年代のエッセンス。まさにこれは売りですね」(佐藤)[6][9]
- 「TVバージョンとCDバージョンと、没になった英語バージョンの3パターンあるんです。しかもTVとCDでは曲のイントロや歌詞の一部が違ってるんですよ。ちなみに個人的には CDバージョンのほうが気に入ってますね」(佐藤)[6][10]
- 「1分30秒でサビまで聴かせるという"インパクトのあるシングル"を目指して作られた曲」（茂木）[11]

### あの娘が眠ってる (P.W.M.Version)
- 「初めはこの曲も主題歌候補だったけど、結局B面に決まって、じゃあアルバムとは変えてムチャしようってハウスにした。どっちも両極端で気に入ってるよ」(小嶋)[8][7]
- 「これからは、歌と演奏の流れを違えて、スキを広げていきたいです」(佐藤)[8]
- 「下手するとただのフォークソングになりそうなあの曲を、歌メロはそのまんまに、バックのサウンドを最新テクノロジーを駆使してサンプリングビシバシのハウスに昇華させた、偉大なるフィッシュマンズの第一歩のような曲ですね」(小嶋)[6][9][10]
- 「やはり時代の波には逆らえませんから・・･なぁんて、誰もハウスとか聴いたことないけど」(佐藤）[9][10]
- 「打ち込みをやってみたかった。打ち込みの成り立ちを知りたかった俺たち。…ハウス？」（茂木）[11]

## 収録アルバム

### 100ミリちょっとの
- 『THE ORIGINAL SOUNDTRACK THE 90 DAYS（90日間・トテナム・パブ・オリジナル・サウンドトラック）』（1992年2月21発売） - アートワークは英語表記であり、本曲のタイトルは「100mm Chotto-No」となっている。
- 『KING MASTER GEORGE』
- 『1991-1994 singles & more』
- 『宇宙 ベスト・オブ・フィッシュマンズ』Disc-1
- 『空中 ベスト・オブ・フィッシュマンズ』Disc-2 - 「100ミリちょっとの （1991　Rehearsal）」 。茂木はこのヴァージョンについて「ヴォーカルが"素"な感じで好き。」と述べている[11]。

### あの娘が眠ってる (P.W.M.Version)
- 『1991-1994 singles & more』
- 『空中 ベスト・オブ・フィッシュマンズ』Disc-2

## 映像作品
- 『フィッシュマンズ in SPACE SHOWER TV（episode.1）』 - 1992年2月24日の渋谷CLUB QUATROでのワンマン・ライブにて演奏された「あの娘が眠ってる」（ただしP.W.M. Versionではない）と「100ミリちょっとの」が収録されている（同年4月18日にSPACE SHOWERでオンエアされたもの）。

## タイアップ

### 100ミリちょっとの
- 1992年1月9日から3月まで毎週木曜24:40〜25:10にオンエアされたフジ系TVドラマ『90日間トテナム・パブ』のテーマ曲として使用された。

## 参加ミュージシャン
- 佐藤伸治: ボーカル、ギター
- 小嶋謙介: ギター
- 茂木欣一: ドラムス、コーラス
- 柏原譲: ベース
- ハカセ: キーボード
- 梅崎俊春: シンセサイザー・プログラミング - 「100ミリちょっとの」にクレジットされている[12]。